# Péter Abay
Péter Abay (Budapest, 13 maggio 1962) è un ex schermidore ungherese, vincitore di una medaglia d'argento nella scherma ai giochi olimpici e di una Coppa del Mondo di scherma.